# اتحاد الوطنيين الكونغوليين
اتحاد الوطنيين الكونغوليين (بالفرنسية: Union des Patriotes congolais)، هي جماعة سياسية ومليشيا في إيتوري، شمال شرق جمهورية الكونغو الديمقراطية، تشكلت في نهاية حرب الكونغو الثانية. أسسها توماس لوبانغا في عام 2001 وكانت واحدة من ست مجموعات نشأت في منطقة إيتوري الغنية بالمعادن على الحدود مع أوغندا خلال نزاع إيتوري. دعم اتحاد الوطنيين الكونغوليين وكان يتألف بشكل أساسي من مجموعة هيما العرقية.
ما بدأ كصراع للسيطرة على الأرض والموارد، مع تزايد الفظائع، ومع توفر أسلحة من أوغندا ورواندا، وانخراط وحدات من الجيش الأوغندي، تطور إلى حرب عرقية. بحلول فبراير 2003، قيل أن اتحاد الوطنيين الكونغوليين أرسل ما يقدر بنحو 15000 جندي. نفذ اتحاد الوطنيين الكونغوليين العديد من الهجمات على المدنيين وانتهاكات خطيرة أخرى لحقوق الإنسان سعياً وراء سياساته.
في أغسطس 2002، سيطر اتحاد الوطنيين الكونغوليين على مدينة بونيا بمساعدة القوات الأوغندية، وبعد ذلك تلقى دعمًا من رواندا. في أواخر عام 2003، وانقسام الاتحاد إلى عدة فصائل: واحد بقيادة كيسمبو باهيموكا والمعروفة باسم اتحاد الوطنيين الكونغوليين-كيسمبو، وآخر تحت توماس لوبانغا والمعروفة باسم اتحاد الوطنيين الكونغوليين-لوبانغا، و الحزب من أجل الوحدة والصداقة للكونغو، الذي شكله ماندرو بانغا كاهوا. كان اتحاد الوطنيين الكونغوليين-لوبانغا أقوى عسكريًا حيث بقيت معظم الميليشيات مع لوبانغا. بعد اتفاقيات 2004، اندمجت معظم اتحاد الوطنيين الكونغوليين-كيسمبو في النهاية في الحزب من أجل الوحدة والصداقة للكونغو.
وقد تورط اتحاد الوطنيين الكونغوليين-لوبانغا في مقتل تسعة من قوات حفظ السلام البنغلاديشية التابعة للبعثة في 25 آذار / مارس 2005. تم القبض على لوبانغا مع فلوريبرت نجابو، زعيم الجبهة القومية والاندماجية. في مارس 2006، ألقي القبض على لوبانغا بموجب أمر قضائي أصدرته المحكمة الجنائية الدولية بتهمة ارتكاب جرائم حرب مزعومة باستخدام الأطفال الجنود، وتم نقله جواً إلى هولندا.
تم تسمية بوسكو نتاغاندا زعيما في غيابه. وتقول منظمة هيومن رايتس ووتش إنه بين أغسطس / آب 2002 ومارس / آذار 2003، اعتقل اتحاد الوطنيين الكونغوليين وعذب أكثر من 100 معارض، وكان مسؤولاً عن مقتل جندي حفظ سلام كيني في يناير / كانون الثاني 2004 واختطاف جندي حفظ سلام مغربي في وقت لاحق من ذلك العام. في كانون الثاني / يناير 2005، عُرض على القائد بوسكو نتاغاندا منصب جنرال في القوات المسلحة لجمهورية الكونغو الديمقراطية، لكنه رفض المنصب.
فاز اتحاد الوطنيين الكونغوليين بثلاثة مقاعد في الجمعية الوطنية في الانتخابات العامة لعام 2006.

## الجناح العسكري
كان يسمى الجناح العسكري للحزب: القوات الوطنية لتحرير الكونغو وكان تحت قيادة توماس لوبانغا مع بوسكو نتاغاندا كنائب لرئيس هيئة الأركان العامة. عند اعتقال لوبانغا، تولى نتاغاندا قيادة القوات.

## روابط خارجية
- لعنة الذهب: الفصل الثالث. المنهجية ، هيومن رايتس ووتش ، يونيو 2005
- جمهورية الكونغو الديمقراطية: على الجيش ألا يعين مجرمي الحرب ، 14 يناير 2005